# Michael Jackson Quiñónez
Michael Jackson Quiñónez Cabeza (Guayaquil, Ecuador; 21 de junio de 1984) es un futbolista ecuatoriano que juega de volante y su equipo actual es Mao Sports.

## Trayectoria

### Talleres
Se inició como futbolista en Talleres de Santo Domingo de los Tsachilas, dónde se vieron los primeros pasos del ""rey del Pop""

### Espoli
Después de Talleres fichó por el Espoli, donde debutó como profesional en el 2002.

### Deportivo Quevedo
Más tarde fue cedido en calidad de préstamo al Deportivo Quevedo en ese entonces estaba en la  Serie B de Ecuador. 

### Regreso al cuadro policial
En 2004 retorna al Espoli destacando desde ese entonces con campañas inolvidables en "el cuadro policial". 

### Santos
En el 2008 ficha por el Santos FC de Brasil.

### El Nacional
Regresa a Ecuador, firmando en 2010 un contrato con el Club Deportivo El Nacional en calidad de préstamo. 

### Sociedad Deportivo Quito
En la temporada 2011 firmó con Deportivo Quito, equipo donde se proclamaría Campeón del Fútbol Ecuatoriano.

### Barcelona Sc
En el año 2012 por pedido de Luis Zubeldía es transferido al Barcelona de la ciudad de Guayaquil en el cual cumplió una destacada actuación siendo una de las figuras del equipo 'canario', logrando el título de Campeón del Fútbol Ecuatoriano después de 14 años.

### Liga Deportiva Universitaria de Quito
En 2015, milita en el club Liga Deportiva Universitaria de Quito, llegó por pedido del extécnico Luis Zubeldía tal y como sucedió en Barcelona.

### Mushuc Runa
En 2016 es transferido a Mushuc Runa.

### Aucas
En el 2017 llega a SD Aucas pero fue cesado del equipo por motivos de una hernia que le impidia jugar.

### Liga de Portoviejo
En el 2018 es contratado por Liga de Portoviejo, club con el cual consigue el ascenso a la Serie A del fútbol ecuatoriano para la temporada 2020 al quedar subcampeón de la Serie B de Ecuador 2019.

### 9 de octubre
Tuvo un paso casi escaso por el equipo Guayaquileño dónde no duró mucho tiempo

### Atlético Santo Domingo
Llega al conjunto de santo domingo en 04/07/2021
Dónde llegó la peliar el descenso en el cual lamentablemente no pudo evitarlo

### Colorados Sc
Jackson el "rey del Pop" llega aportar mucha experiencia al club de Segunda Categoría de Ecuador el cual sueña con el objetivo de ascender a la Serie B

## Selección nacional

### Categorías inferiores

#### Participaciones en Sudamericanos
| Campeonato                            | Sede   | Resultado    | Partidos | Goles |
| ------------------------------------- | ------ | ------------ | -------- | ----- |
| Juegos Panamericanos Guadalajara 2011 | México | Primera fase | 3        | 1     |

### Selección absoluta
Recibió su primera convocatoria por el entonces entrenador de Ecuador Sixto Vizuete, para jugar las Eliminatorias Sudamericanas 2010 contra Uruguay y Chile.

#### Participaciones en eliminatorias
| Eliminatorias     | Sede            | Resultado    | Partidos | Goles |
| ----------------- | --------------- | ------------ | -------- | ----- |
| Eliminatoria 2010 | América del Sur | No clasificó | 0        | 0     |
| Eliminatoria 2014 | América del Sur | Clasificado  | 0        | 0     |

## Clubes
| N.º | Club                   | País    | Año          |
| --- | ---------------------- | ------- | ------------ |
| 1   | Espoli                 | Ecuador | 2003         |
| 2   | Deportivo Quevedo      | Ecuador | 2003         |
| 3   | Espoli                 | Ecuador | 2004 - 2007  |
| 4   | Santos F. C.           | Brasil  | 2008         |
| 5   | El Nacional            | Ecuador | 2009 - 2010  |
| 6   | Deportivo Quito        | Ecuador | 2011         |
| 7   | Barcelona              | Ecuador | 2012 - 2014  |
| 8   | Liga de Quito          | Ecuador | 2015         |
| 9   | Mushuc Runa S. C.      | Ecuador | 2016         |
| 10  | Aucas                  | Ecuador | 2017         |
| 11  | Liga de Portoviejo     | Ecuador | 2018 - 2020  |
| 12  | Atlético Santo Domingo | Ecuador | 2021 - 2022. |

## Palmarés
| N.º | Título              | Club            | País    | Año  |
| --- | ------------------- | --------------- | ------- | ---- |
| 1   | Campeonato Nacional | Deportivo Quito | Ecuador | 2011 |
| 2   | Campeonato Nacional | Barcelona       | Ecuador | 2012 |